# Zasadi (Križevci, Slovenija)
Zasadi je naselje u slovenskoj Općini Križevcima. Zasadi se nalazi u pokrajini Štajerskoj i statističkoj regiji Pomurju. 

## Stanovništvo
Prema popisu stanovništva iz 2002. godine naselje je imalo 49 stanovnika.